# Hibbertia mylnei
Hibbertia mylnei är en tvåhjärtbladig växtart som beskrevs av George Bentham. Hibbertia mylnei ingår i släktet Hibbertia och familjen Dilleniaceae. Inga underarter finns listade i Catalogue of Life.